# Aloe vanbalenii
Aloe vanbalenii är en grästrädsväxtart som beskrevs av Neville Stuart Pillans. Aloe vanbalenii ingår i släktet Aloe och familjen grästrädsväxter. Inga underarter finns listade i Catalogue of Life.

## Bildgalleri

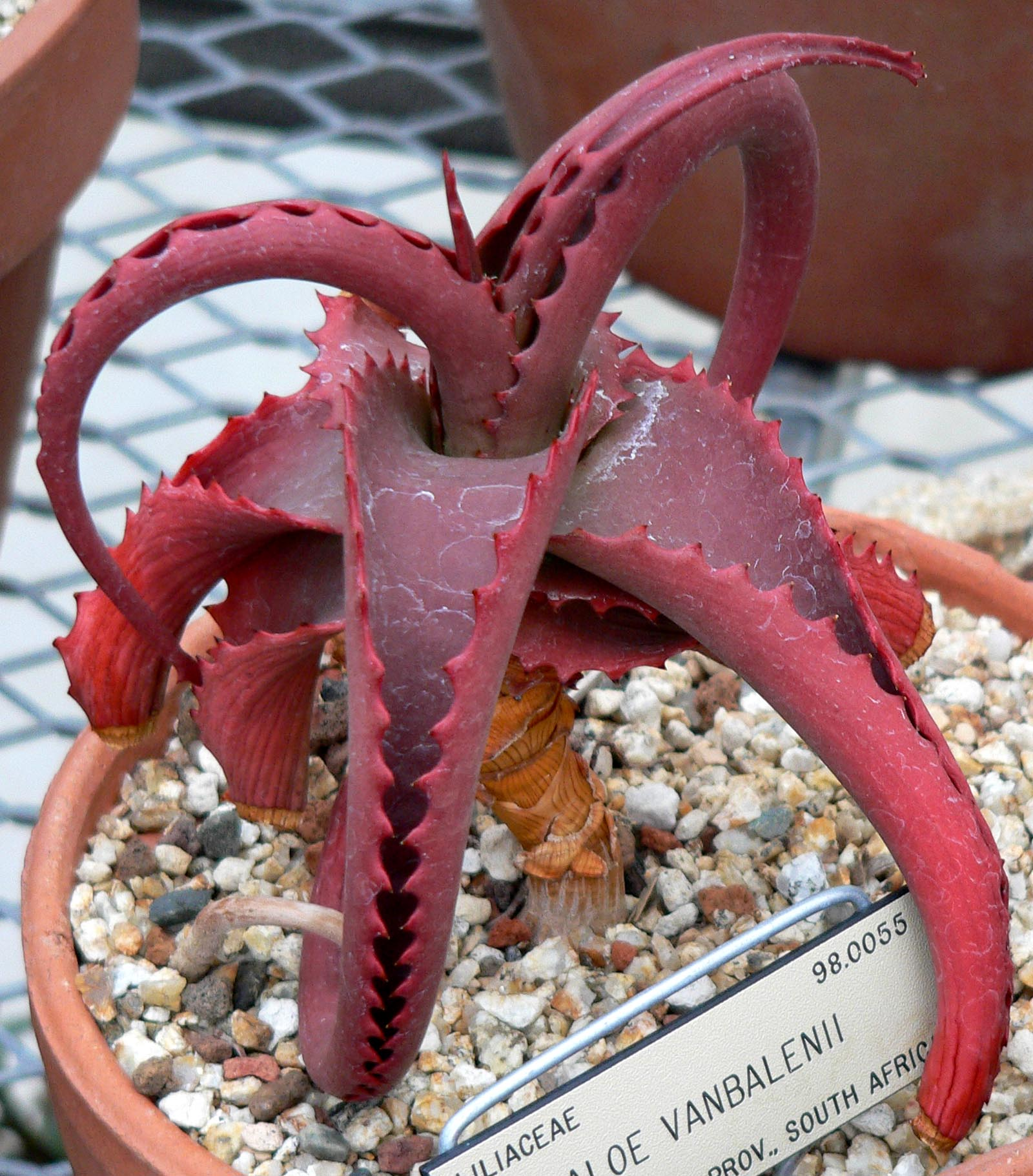
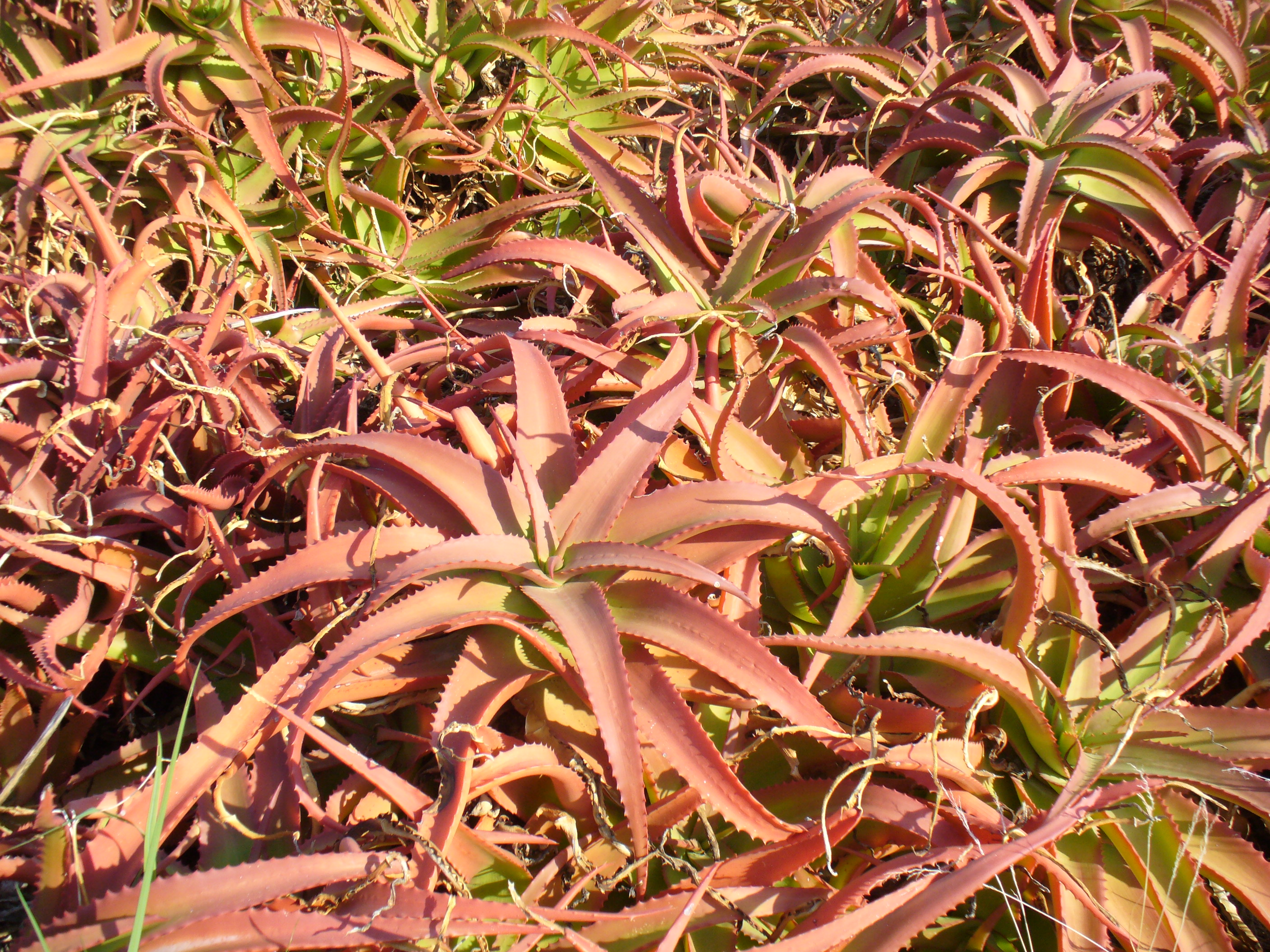
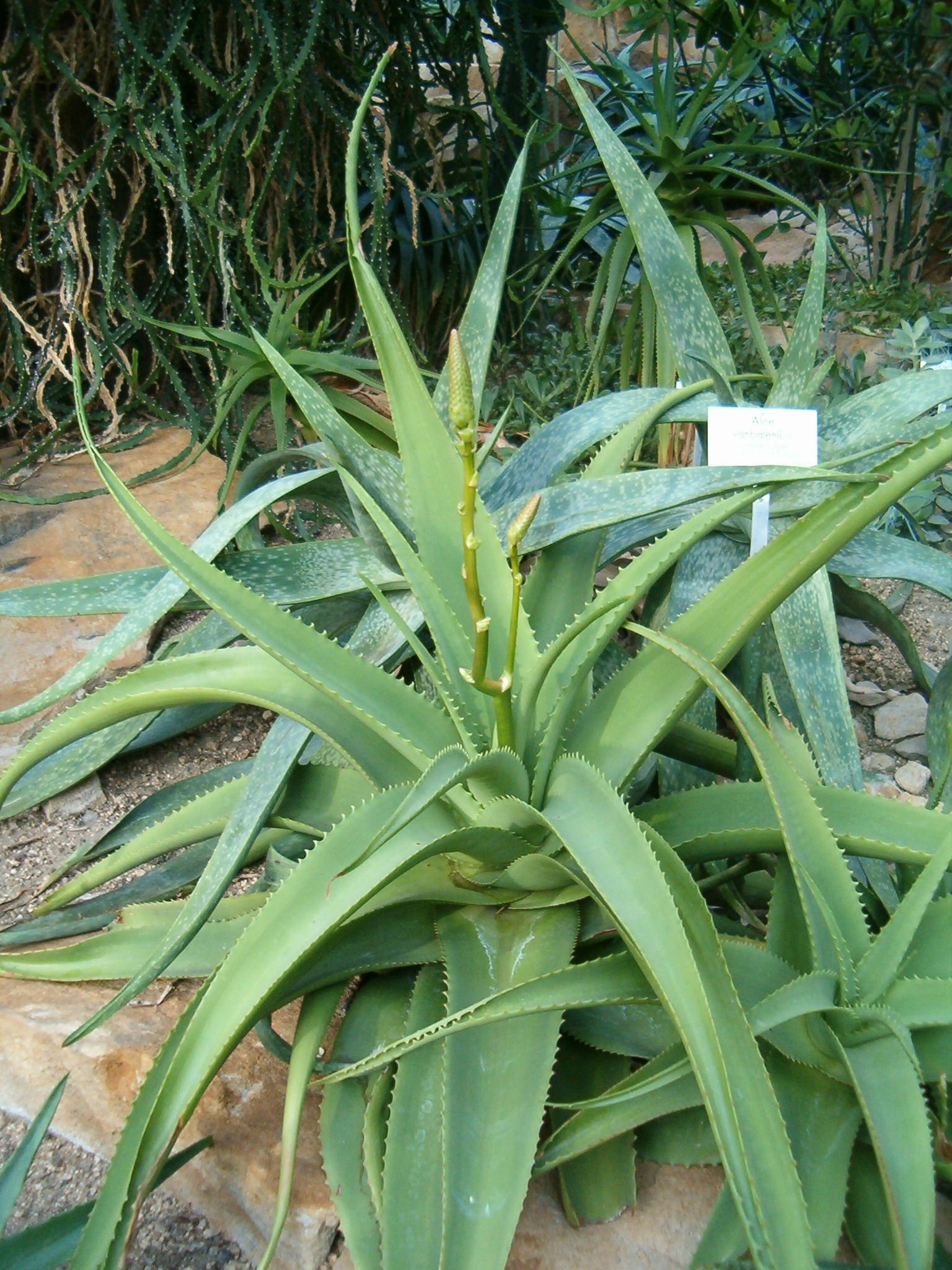
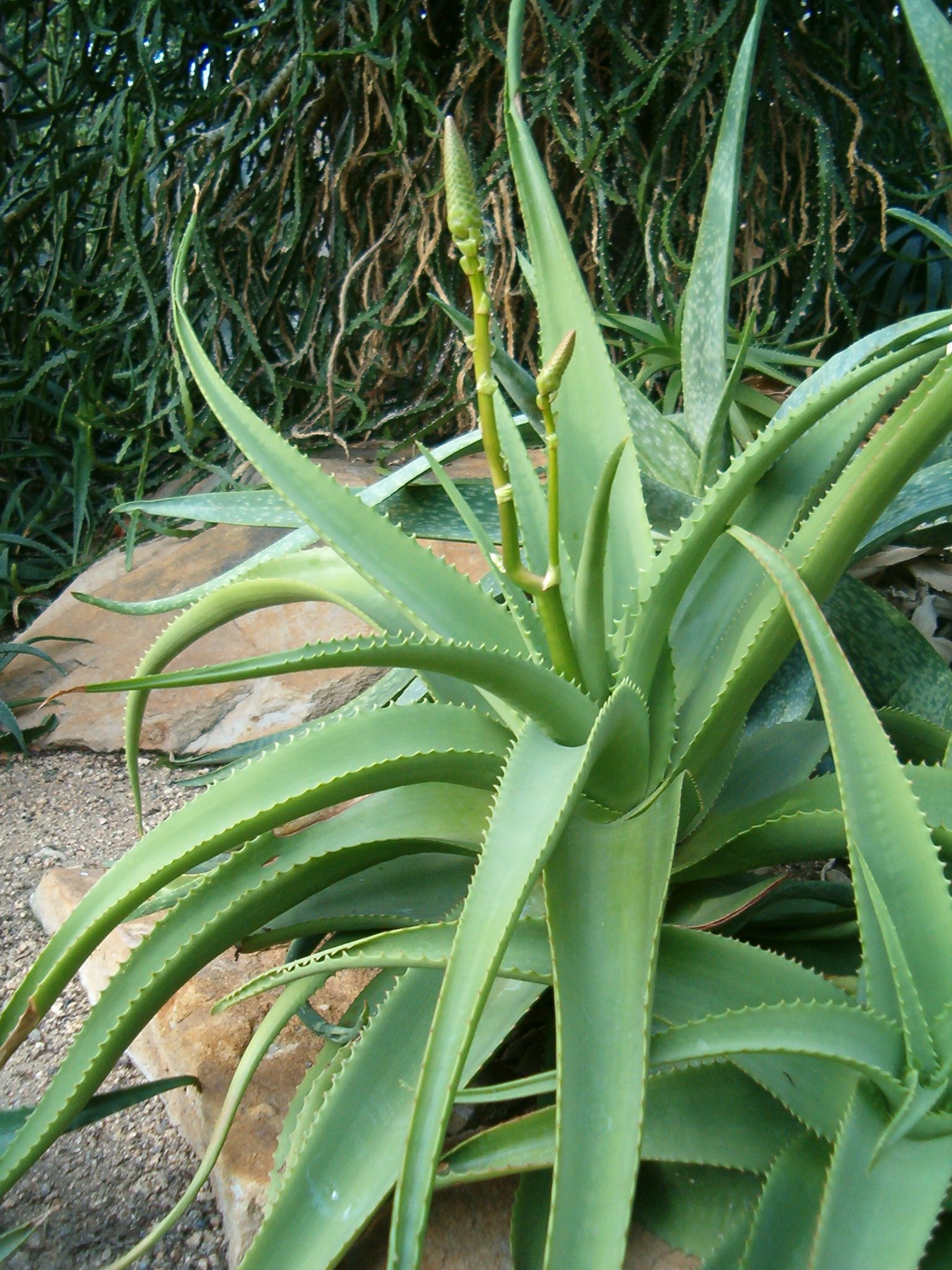